# Englewood (Tennessee)
Englewood és una població dels Estats Units a l'estat de Tennessee. Segons el cens del 2000 tenia 1.590 habitants.

## Demografia
Segons el cens del 2000, Englewood tenia 1.590 habitants, 670 habitatges, i 456 famílies. La densitat de població era de 361,1 habitants/km².
Dels 670 habitatges en un 31,8% hi vivien nens de menys de 18 anys, en un 51,5% hi vivien parelles casades, en un 14% dones solteres, i en un 31,8% no eren unitats familiars. En el 29,9% dels habitatges hi vivien persones soles el 14,9% de les quals corresponia a persones de 65 anys o més que vivien soles. El nombre mitjà de persones vivint en cada habitatge era de 2,37 i el nombre mitjà de persones que vivien en cada família era de 2,94.
Per edats la població es repartia de la següent manera: un 25,9% tenia menys de 18 anys, un 8% entre 18 i 24, un 27% entre 25 i 44, un 22,1% de 45 a 60 i un 16,9% 65 anys o més.
L'edat mediana era de 36 anys. Per cada 100 dones de 18 o més anys hi havia 83,8 homes.
La renda mediana per habitatge era de 24.000 $ i la renda mediana per família de 29.792 $. Els homes tenien una renda mediana de 29.000 $ mentre que les dones 22.583 $. La renda per capita de la població era de 13.752 $. Entorn del 17% de les famílies i el 20,1% de la població estaven per davall del llindar de pobresa.

## Poblacions més properes
El següent diagrama mostra les poblacions més properes.